# Gordiospira
Gordiospira es un género de foraminífero bentónico de la subfamilia Hemigordiopsinae, de la familia Hemigordiopsidae, de la superfamilia Cornuspiroidea, del suborden Miliolina y del orden Miliolida. Su especie tipo es Gordiospira fragilis. Su rango cronoestratigráfico abarca el Holoceno.

## Clasificación
Gordiospira incluye a las siguientes especies:
- Gordiospira arctica
- Gordiospira elongata
- Gordiospira fragilis
- Gordiospira guadalupensis
- Gordiospira rugosa
- Gordiospira triassica